# Juanjo Sáez
Juan José Sáez Domper (Barcelona, 1972), conocido por Juanjo Sáez es un historietista e ilustrador español.

## Biografía
Juanjo Sáez nació en 1972 en el barrio barcelonés de La Sagrera. En sus inicios, estudió arte, diseño y pintura en la Escuela Massana y durante los años 90 comenzó a colaborar en fanzines como dibujante e ilustrador. De ahí, pasó a colaborar para la revista musical Rockdelux, así como en otras revistas de carácter cultural y de tendencias. Entre otros medios, ha colaborado para el suplemento La Luna de El Mundo, la revista Qué Leer, o el diario El Periódico de Catalunya.
A la vez que labró una carrera como historietista, realizó trabajos de diseño y publicitarios, y consiguió abrir su propio estudio, Familiares de Juanjo Sáez, en el barrio del Raval. Ha llegado a realizar trabajos para Nike (con motivo del Trofeo Conde de Godó) o Estrella Damm. En 2015 también colaboró como ilustrador para el operador de telefonía móvil Lowi, cuya imagen corporativa se centra en su particular estilo de dibujo. Dentro de su obra, ha publicado varios cómics. Sus primeras obras fueron Dentro del sombreo y Buenos tiempos para la muerte, y más tarde la editorial Mondadori le publicó Viviendo del cuento (2004), El Arte, conversaciones imaginarias con mi madre (2006) y Yo, otro libro egocéntrico (2010). En 2009 colaboró con el grupo Los Planetas en un cómic basado en su disco Principios básicos de astronomía.
Ha realizado dos series de animación para Televisió de Catalunya, ambas emitidas en El 33. La primera fue Arròs covat (en español, «Arroz pasado»), con la que ganó el Premio Ondas en 2010 y de la que se han hecho tres temporadas. Y en 2018 hizo Heavies tendres («Heavies tiernos»), de carácter autobiográfico. Además sus dibujos son la imagen de marca del teleoperador de bajo coste Lowi.

## Obra
| Fecha  | Título                                                                  | Guionista                | Tipo                                        | Publicación                    |
| ------ | ----------------------------------------------------------------------- | ------------------------ | ------------------------------------------- | ------------------------------ |
| 2000   | Buenos tiempos para la muerte                                           | Juanjo Sáez              |                                             | Morsa                          |
| 2004   | Viviendo del cuento                                                     | Juanjo Sáez              |                                             | Reservoir Books (Random House) |
| 2006   | El Arte, conversaciones imaginarias con mi madre                        | Juanjo Sáez              |                                             | Reservoir Books (Random House) |
| 2010   | Arroz pasado. Volumen 1                                                 | Juanjo Sáez              |                                             | Reservoir Books (Random House) |
| 2010   | Yo, otro libro egocéntrico                                              | Juanjo Sáez              |                                             | Reservoir Books (Random House) |
| 2012   | La derrota de Durruti. ¡La verdad sobre la muerte del héroe anarquista! | Hernán Migoya            | Entrega del serial "Nuevas Hazañas Bélicas" | Glénat España                  |
| 5/2013 | Cómic adulto. La novela gráfica                                         | Juanjo Sáez              | Historieta breve (2 p.)                     | Panorama (Astiberri)           |
| 2013   | Nada                                                                    | Juanjo Sáez y Marc Piñol |                                             | Morsa                          |
| 2013   | Crisis (de ansiedad)                                                    | Juanjo Sáez              |                                             | Reservoir Books (Random House) |